# Лидбеттер, Джеймс
Джеймс Лидбе́ттер (англ. James Leadbetter, род. 23 декабря 1980 года) — английский профессиональный игрок в снукер. Стал профессионалом в 2000 году, а до этого был чемпионом юниорского турнира Pontins Star of the Future. Лучшее место в мировом рейтинге снукеристов — 76-е (по итогам сезона 2006/07). Свой высший брейк на официальных матчах (142 очка) Лидбеттер сделал на 3-м турнире челлендж-тура сезона 2000/01.